# Oberthal, Sankt Wendel
Oberthal là một đô thị ở huyện Sankt Wendel, bang Saarland, Đức. Đô thị Oberthal, Sankt Wendel có diện tích 23,86 km², dân số thời điểm ngày 31 tháng 12 năm 2006 là 6436 người. Oberthal có cự ly khoảng 7 km về phía tây bắc của Sankt Wendel, và 35 km về phía bắc của Saarbrücken.